# Національний природний парк «Північне Поділля»
Півні́чне Поді́лля — природоохоронна територія, національний природний парк у східній частині Львівської області. Парк охоплює горбогірну частину Золочівського району.
Територія належить до фізико-землеписних районів Гологір та Вороняків, що разом із Розточчям та Кременецькими горами (Тернопільська область) утворюють північно-західний край Подільської височини. На цій території утворилися неповторні осередки рослинних видів, а також букові лісостани, що ростуть на північно-східній межі ареалу та становлять особливу цінність у загальноєвропейському мірилі. Тут бере початок річка Західний Буг, що має міждержавне значення. На території парку поширено понад 200 видів рослин різного статусу охорони.
Крім природничої цінности, простори проєктованого парку відзначається значною історико-культурною спадщиною, зокрема, об'єкти так званого «Золотого кільця» замків Львівщини, численні храми та інші пам'ятки культури. З цим регіоном пов'язані різноманітні події новітньої історії: Першої та Другої світових воєн.

## Історія

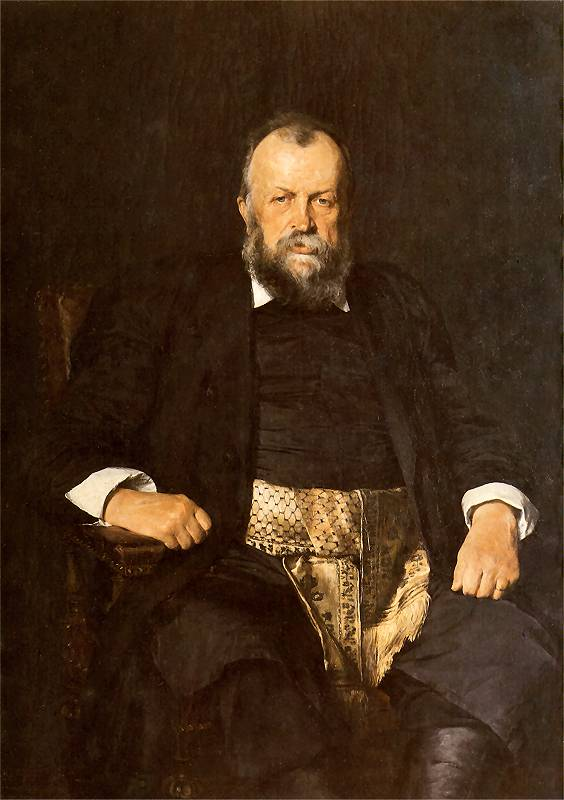
Граф Володимир Дідушицький

Започатковано заповідну справу на просторах парку ще у XIX столітті: у 1886 році граф Володимир Дідушицький на своїх землях створив перший у Європі законодавчо закріплений заповідний об'єкт «Пам'ятка Пеняцька» для збереження «на всі часи» неповторних, корінних та рідкісних угруповань рослин і тварин. У 1904 році розпочинаються спроби розгорнути планомірні науково-природничі дослідження, спрямовані на виявлення природних об'єктів, які заслуговують на охорону. У 1931 році був створений степовий заказник «Макітра» на площі 4 га поблизу села Суховоля Бродівського р-ну Львівської області. У той же час з ініціативи Петра Контного, видатного галицького вченого-природознавця, уродженця села Дуб'є, що на Бродівщині, на Жулицькій горі був створений один з перших у Польщі шкільний природний заповідник, названий на честь львівського архієпископа Юзефа Більчевського. У 1941 році до заповідних об'єктів місцевого значення у Львівській області було віднесено гору Біла Гора (гора Маркіяна Шашкевича) біля села Підлисся Золочівського р-ну. До кінця 1998 року було створено 18 об'єктів природно-заповідного фонду, які складали основу наукового пояснення створення Національного природного парку «Північне Поділля».
Природний парк створено 10 лютого 2010 року згідно з указом президента України Віктора Ющенка з метою збереження цінних природних та історико-культурних комплексів і об'єктів Північного Поділля. До території національного природного парку «Північне Поділля» погоджено в установленому порядку включення 15587,92 гектара земель державної власності, у тому числі 5434,4 гектара земель, що надаються (в тому числі з вилученням у землекористувачів) національному природному парку в постійне користування, та 10153,52 гектара земель, що включаються до його території без вилучення.

## Указ про створення
Згідно з указом Президента України Кабінет Міністрів України повинен:
1) забезпечити:
- вирішення питання щодо утворення адміністрації національного природного парку «Північне Поділля» та належного її функціонування;
- затвердження у тримісячний строк у встановленому порядку Положення про національний природний парк «Північне Поділля»;
- підготовку протягом 2010–2011 років матеріалів та вирішення відповідно до законодавства питання щодо надання у постійне користування національному природному парку «Північне Поділля» 5434,4 гектара земель, а також розроблення проєкту землеустрою щодо відведення земельних ділянок і проєкту землеустрою з організації та встановлення меж території національного природного парку, отримання державних актів на право постійного користування земельними ділянками;
- розроблення протягом 2010–2012 років та затвердження в установленому порядку Проєкту організації території національного природного парку «Північне Поділля», охорони, відтворення та рекреаційного використання його природних комплексів і об'єктів;
2) передбачати під час доопрацювання проєкту Закону України «Про Державний бюджет України на 2010 рік» та підготовки проєктів законів про Державний бюджет України на наступні роки кошти, необхідні для функціонування національного природного парку «Північне Поділля».

## Природоохоронні території та пам'ятки природи

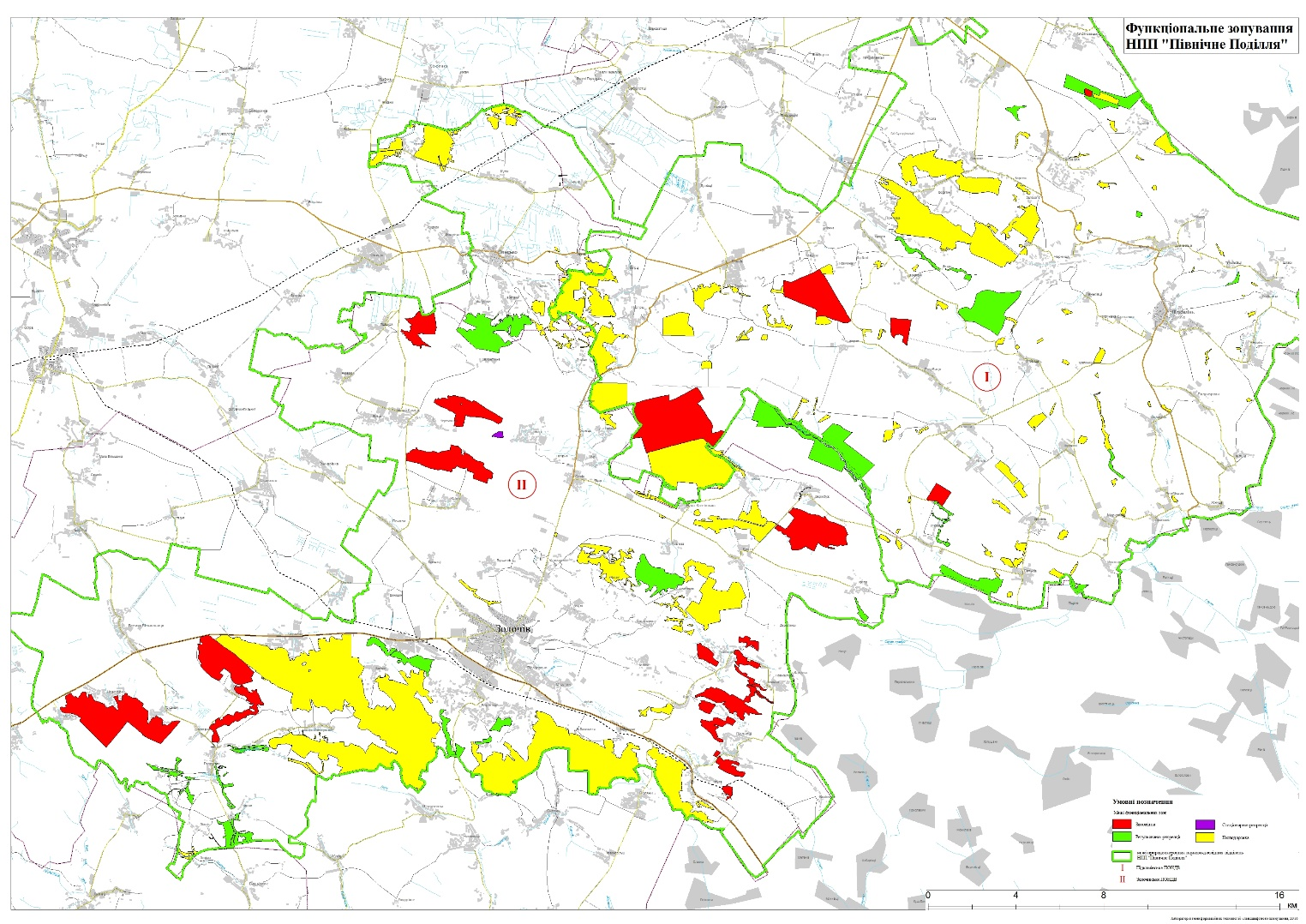
Розташування національного природного парку «Північне Поділля»

Національний природний парк «Північне Поділля» поєднує території, які відносяться до північної частини Подільської височини, що стрімким уступом обривається до рівнини Малого Полісся. До складу парку увійшло багато об'єктів природно-заповідного фонду.
- Макітра (заказник)
- Підкамінь (заказник)
- Пониківський гідрологічний заказник
- Сасівська (пам'ятка природи)
- Триніг (пам'ятка природи)
- Пам'ятка Пеняцька
- Жулицька гора, гора Сторожиха, гора Висока
- Підлиська гора або гора Маркіяна Шашкевича
- Свята Гора
- Лиса Гора (урочище)
- Гора Вапнярка
- Ліс під Трудовачем
- Ліс в околицях Верхобужа
- Верхобузький заказник
- Липа Богдана Хмельницького
- Великий Камінь

## Природні особливості

### Геологія та рельєф
Територія парку розкинулася на 35 км з півночі на південь і на 63 км із заходу на схід та охоплює північно-західний край Подільської височини. Окрасою території парку є фізико-географічні райони гір Гологори та Вороняки — низькогірні пасма, яким характерні долинно-балкові форми рельєфу. Переважна частина території національного парку розташована в межах абсолютних висот 250-460 м н.р.м. Найвищі гори на території парку: г. Вапнярка (460,8 м) і г. Високий Камінь (440,4 м). Парк розташований у найбільш горбистій і лісистій частині цього горбогірного пасма. Геолого-геоморфологічна будова заповідної території достатньо репрезентативно відображає особливості геолого-геоморфологічної будови північно-західного Поділля загалом. Вона відзначається значною складністю і різноманітністю, які зумовлені тривалою і багатофакторною історією формування.

### Клімат
Клімат даної території м'який помірно-континентальний, вологий. Літо тепле, але не жарке, часто дощове, особливо в другій половині. Осінь також досить волога з частими туманами. Весна характеризується досить мінливими станами погоди, часто затяжна. Вороняки разом з Гологорами сприяють утворенню хмарності і опадів, які (особливо хмарність), у свою чергу, виступають як регулятор температурного режиму. Нестійкість погодних умов обумовлена активним розвитком циркуляційних процесів, впливом циклонів та антициклонів. Середня температура повітря становить близько +7°С. Найтеплішим у багаторічному режимі є місяць липень (+18,1°С). Переважаючими є західні і північно-західні напрямки вітрів. Середня швидкість вітру становить 3,7—3,9 м/с. Протягом року на даній території випадає 700-800 мм опадів. Найвологішими місяцями є червень, липень, вересень, а найменше опадів випадає взимку.

### Гідрологія
Через горбогір'я національного природного парку «Північне Поділля» проходить Головний Європейський вододіл: тут бере джерельну енергію та набирає сили річка Західний Буг, несучи свої води в Балтійське море і витікають ріки, які живлять Чорне море — Стир, Серет, Іква.

### Грунтовий покрив
Регіон, у якому розташований парк, належить до суббореального поясу ґрунтоутворення, який охоплює переважно молоді ґрунтові зони, які сформувалися у післяльодовикові епохи, або дещо раніше, у пліоцені. Ґрунти території парку, як і Гологоро-Кременецького масиву загалом, можна зарахувати до формації нейтральних або лужних ґрунтів суббореального помірно-теплого клімату. Основною материнською породою ґрунтів регіону є лес, а в місцях виходу на денну поверхню — елювій або делювій крейдяних мергелів, третинних вапняків, пісковиків та пісків, місцями балтські щільні глини.

### Рослинний світ

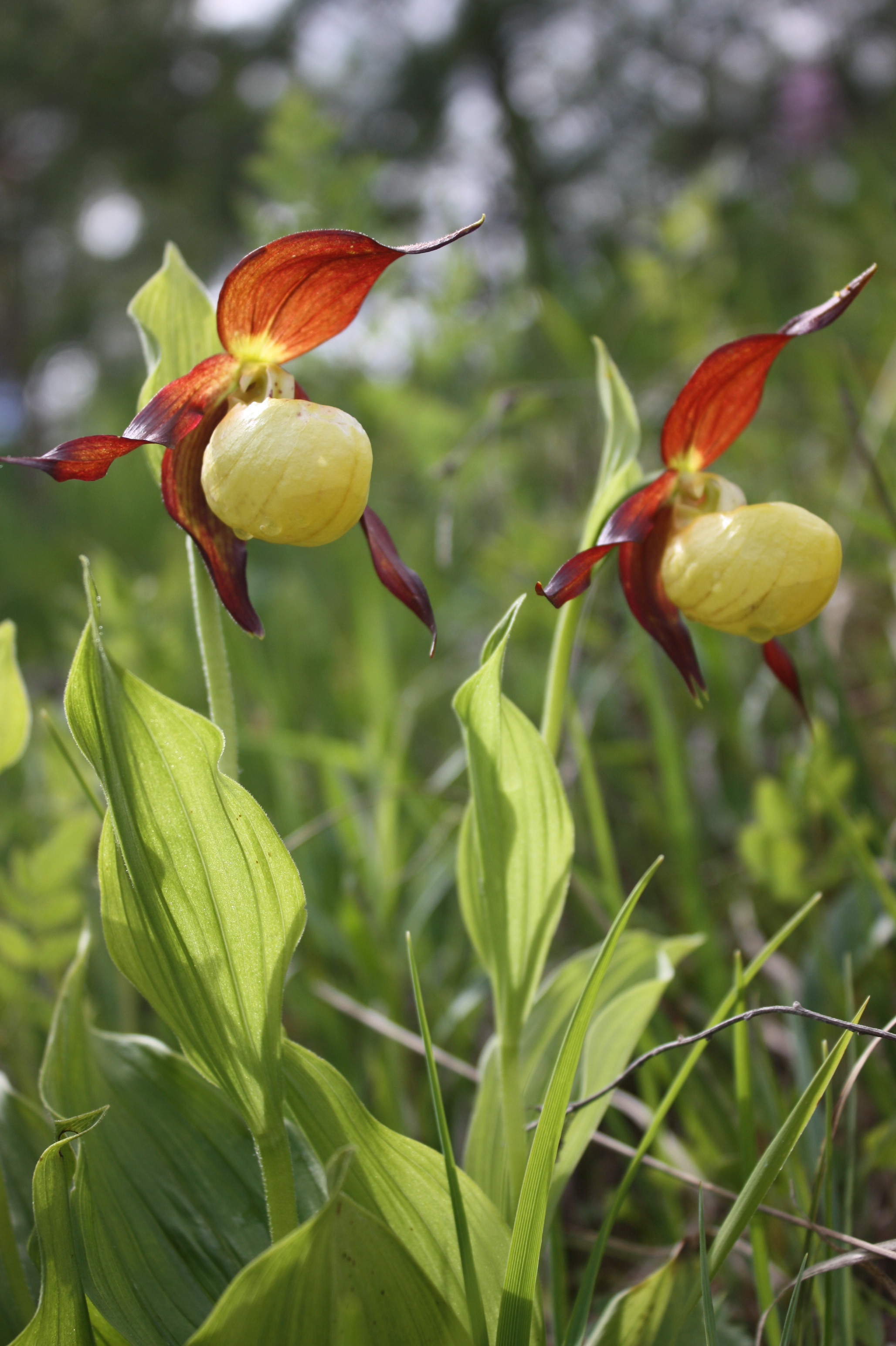
Зозулині черевички справжні в ур. Лиса Гора

Флора парку налічує понад 1600 видів — майже третина рослин України. На території заповідної установи виявлено: мохоподібних - 39 видів, водоростей - 53, нижчих рослин і грибів - 237. Понад 200 видів рослин потребують державної, міждержавної та місцевої охорони. Збереглися рослини дуже древнього походження. На території національного парку проходять межі ареалів важливих лісових едифікаторів, а також цілої низки бореальних і неморальних елементів флори, наявність яких у складі угрупувань зумовлює їхню самобутність, оригінальність і, відповідно, високу природоохоронну цінність. Надзвичайну наукову цінність території  має співіснування рослин різного походження: західно-європейського, середземноморського, азійського та північного. 

### Тваринний світ
На території національного природного парку «Північне Поділля» та його околиць відмічено 1411 видів тварин, з них безхребетних — 1091 та хребетних — 320 видів. Вагому частину фауни безхребетних заповідної території становлять класи Комахи Insecta (652 види) і Павукоподібні Arachnida (293 види). Решта 146 видів належать до класів: Прихованощелепні Entognatha (87 видів), Черевоногі молюски Gastropoda (47 видів), Двостулкові молюски Bivalvia (5 видів), Enoplea (4 види), Двопарноногі багатоніжки Diplopoda (2 види) і Пояскові Clitellata (1 вид). Фауну хребетних складають класи Птахи Aves (239 видів), Ссавці Mammalia (57 видів), Земноводні Amphibia (11 видів), Променепері риби Actinopterygii (7 видів) та Плазуни Reptilia (6 видів).
Раритетну складову Парку формують 338 видів, що занесені до різних червоних списків. До Червоного списку Міжнародного союзу охорони природи відноситься 30 видів тварин, до Європейських червоних списків — 36, до Червоної книги України (2009) — 96, до додатків Бернської конвенції — 297, до додатків Бонської конвенції — 129, до додатків Вашингтонської конвенції (CITES) — 38 і до регіонального Червоного списку Львівської обл. (2013) — 105.
Національний природний парк «Північне Поділля» має важливе функціональне значення для існування популяцій звичайних видів тварин фауни Поділля. Фауна території національного парку досліджено досить нерівномірно, тому деякі групи тваринного світу досліджено на високому рівні. Розподіл також спостерігається у випадку дослідженості окремих ділянок парку — території та об'єкти природно-заповідного фонду, що увійшли у склад створеного національного природного парку «Північне Поділля» досліджено на доволі високому рівні.
На даний момент на території національного природного парку відмічено факт перебування 24 видів птахів, що занесені до Червоної книги України (2009). У цілому в парку представлено 27,5% від усіх птахів ЧКУ і це доволі значний відсоток зважаючи на те, що цей регіон зазнає сильний антропогенний тиск на оселища існування багатьох видів птахів. На території НПП «Північне Поділля» відмічено 4 види птахів, які наведені у списку МСОП — балабан, підорлик великий, могильник і сиворакша. Наведені види відіграють малозначну участь у функціонуванні екосистем території парку, оскільки трапляються у незначній кількості та спорадично.

## Напрямки діяльності

### Охорона
Охорона території національного парку покладається на службу його охорони, що входить до складу служби державної охорони природно-запововідного фонду України. Служба держохорони забезпечує додержання режиму охорони території та природних об'єктів на території Парку, а також здійснює попередження та припинення порушень природоохоронного законодавства.

### Наукова діяльність
Наукові дослідження на території парку проводяться з метою вивчення природних процесів, забезпечення постійного спостереження за змінами екосистем, екологічного прогнозування, розроблення наукових основ охорони, відтворення й використання природних ресурсів та особливо цінних об'єктів.
Проводиться моніторинг та спостереження за змінами видового та чисельного складу бюіоти на наукових полігонах національного парку. На території заповідної установи закладено 11 постійних пробних площ, з них вісім - ботанічного напрямку та три  - зоологічного. Ботанічні постійні пробні площі закладені для дослідження вікової структури ценопопуляції та умов зростання підсніжника звичайного, білоцвіту весняного, сону великого, горицвіту весняного, зозулиних черевичків справжніх, і ложечниці піренейської. Постійні зоологічні пробні площі закладені для інвентаризації та кількісного обліку плазунів на схилах г. Підлиська і Вапнярка, та лучних степів ботанічної пам'ятки природи "Лиса Гора і Гора Сипуха".  

### Екологічна освітньо-виховна діяльність
У національному парку екологічна освітньо-виховна робота проводиться з метою цілеспрямованого впливу на світогляд, поведінку і діяльність місцевого населення та відвідувачів стосовно збереження природної спадщини країни, природних комплексів та об'єктів Парку, забезпечення підтримки природоохоронної діяльності Парку шляхом поширення знань і підвищення обізнаності щодо цінностей біологічної та ландшафтної різноманітності, формування екологічної свідомості та виховання поваги до природи.

### Рекреаційна діяльність
Рекреаційна діяльність здійснюється з метою створення умов для загальнооздоровчого та культурно-пізнавального відпочинку, оздоровлення та туризму в природних умовах з додержанням режиму охорони заповідних природних комплексів та об'єктів для відновлення розумових, духовних і фізичних сил людини.
На парку організовано еколого-освітні маршрути:
- Екологічно-пізнавальний туристичний маршрут «Святогірський»
- Екологічно-пізнавальний туристичний маршрут «Триніг»
- Екологічно-пізнавальний туристичний маршрут «Маркіянові місця»
- Екологічно-пізнавальний туристичний маршрут «Від городища до городища через колишні села»

## Співпраця
07 червня 2019 року представники з НПП «Північне Поділля» відвідали національний природний парк «Кременецькі гори». Для них проведено презентацію роботи національного природного парку «Кременецькі гори», по завершені якої підписано спільну угоду про подальшу співпрацю.

## Фотогалерея

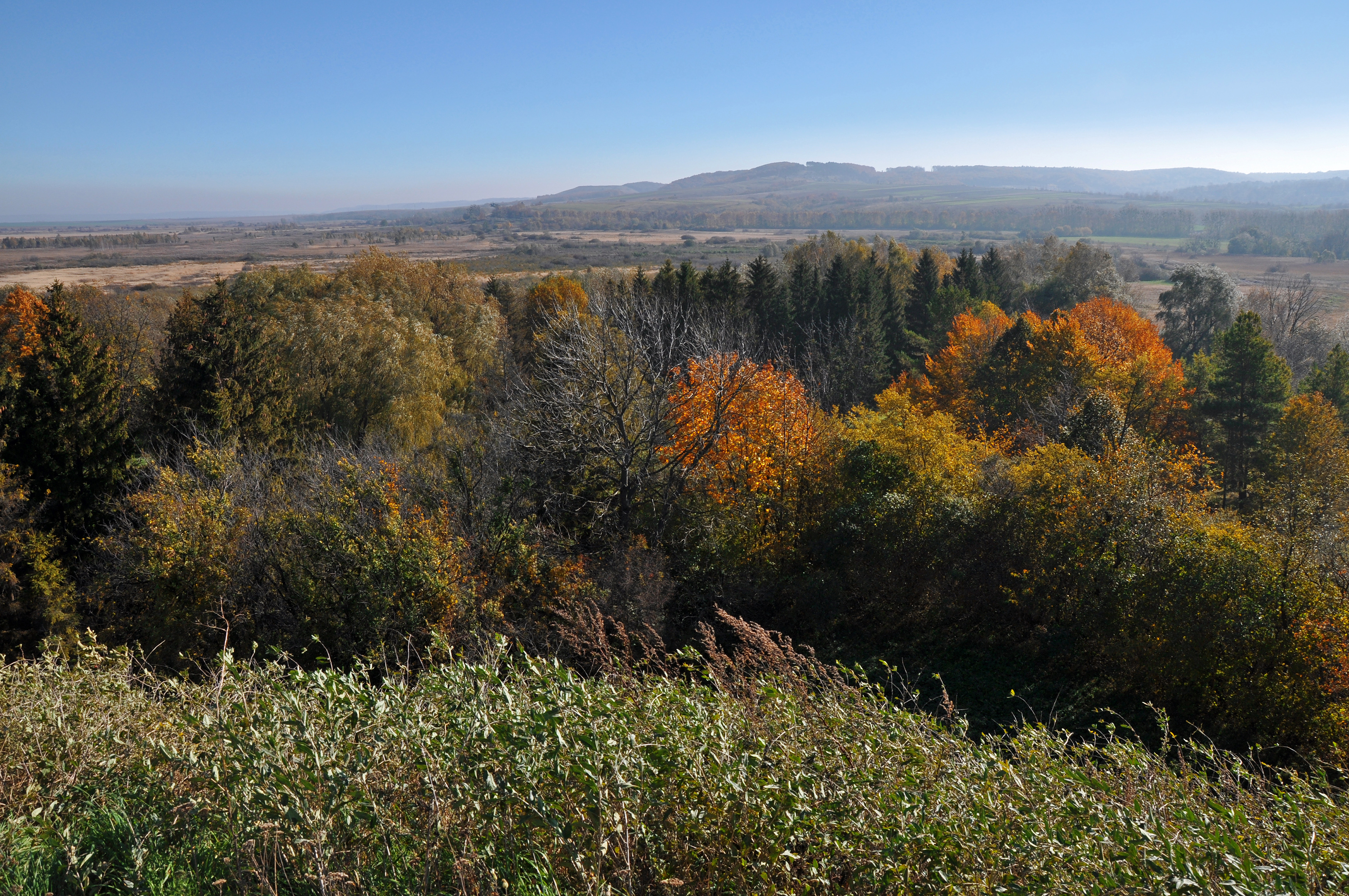
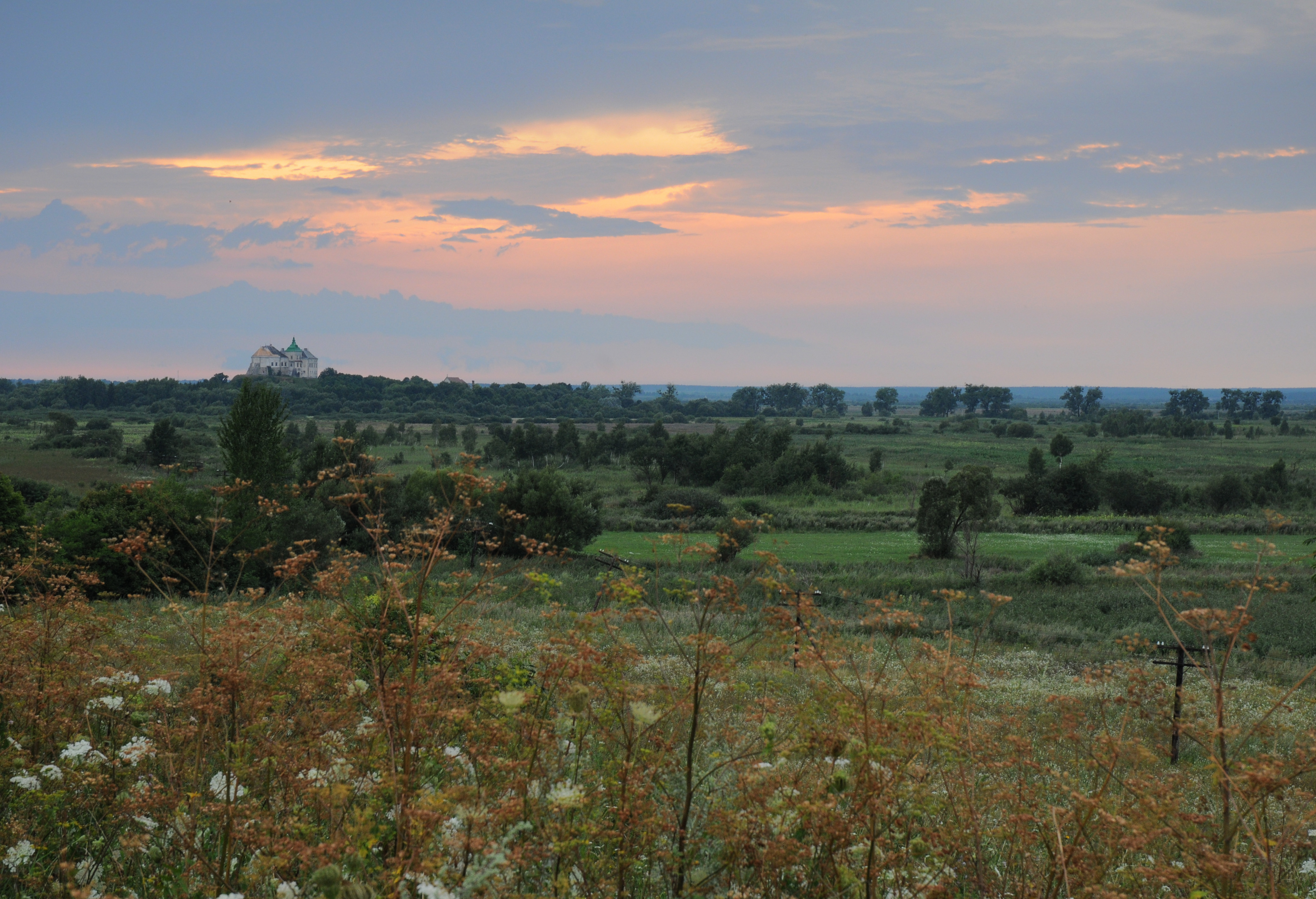
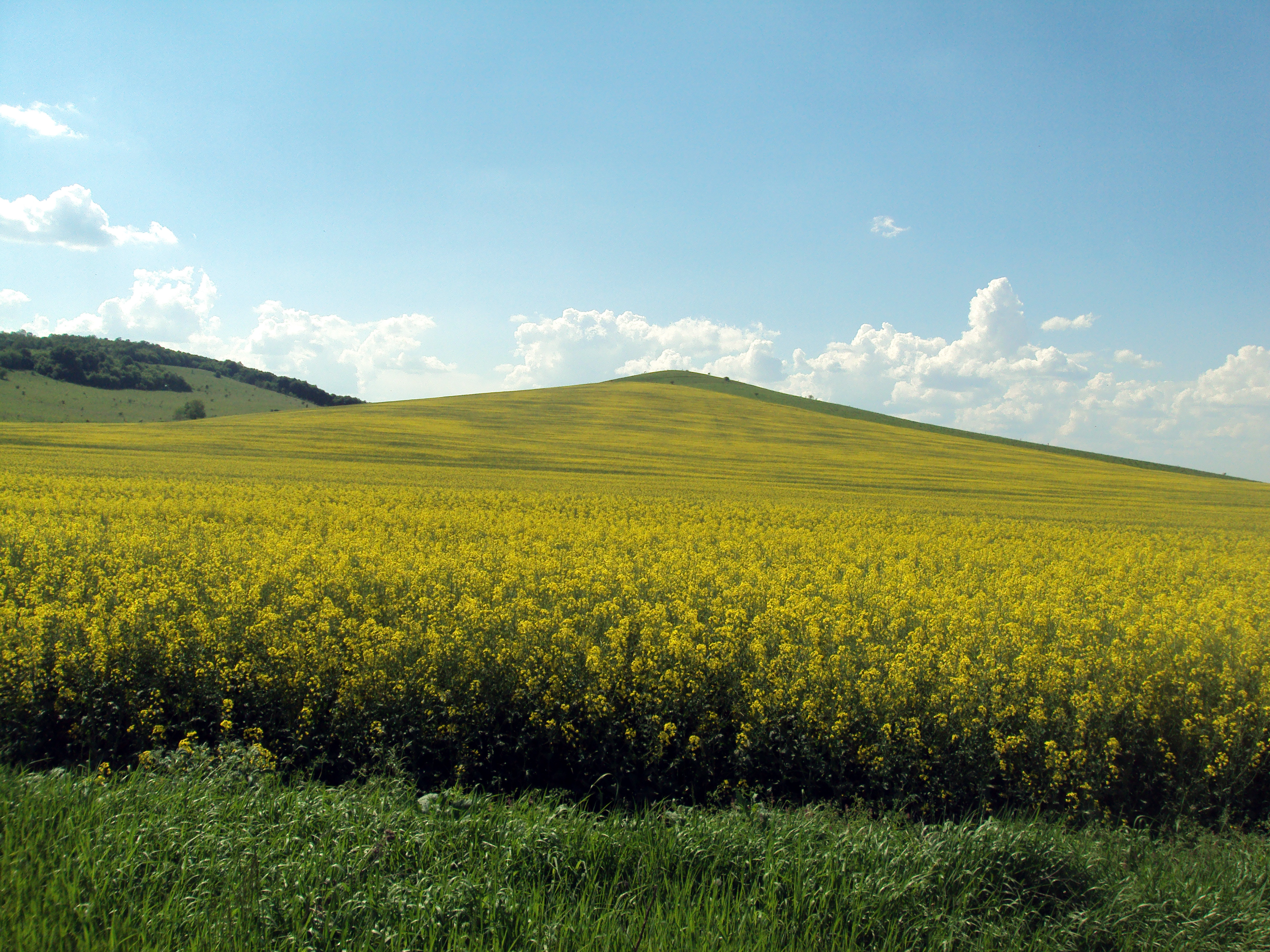
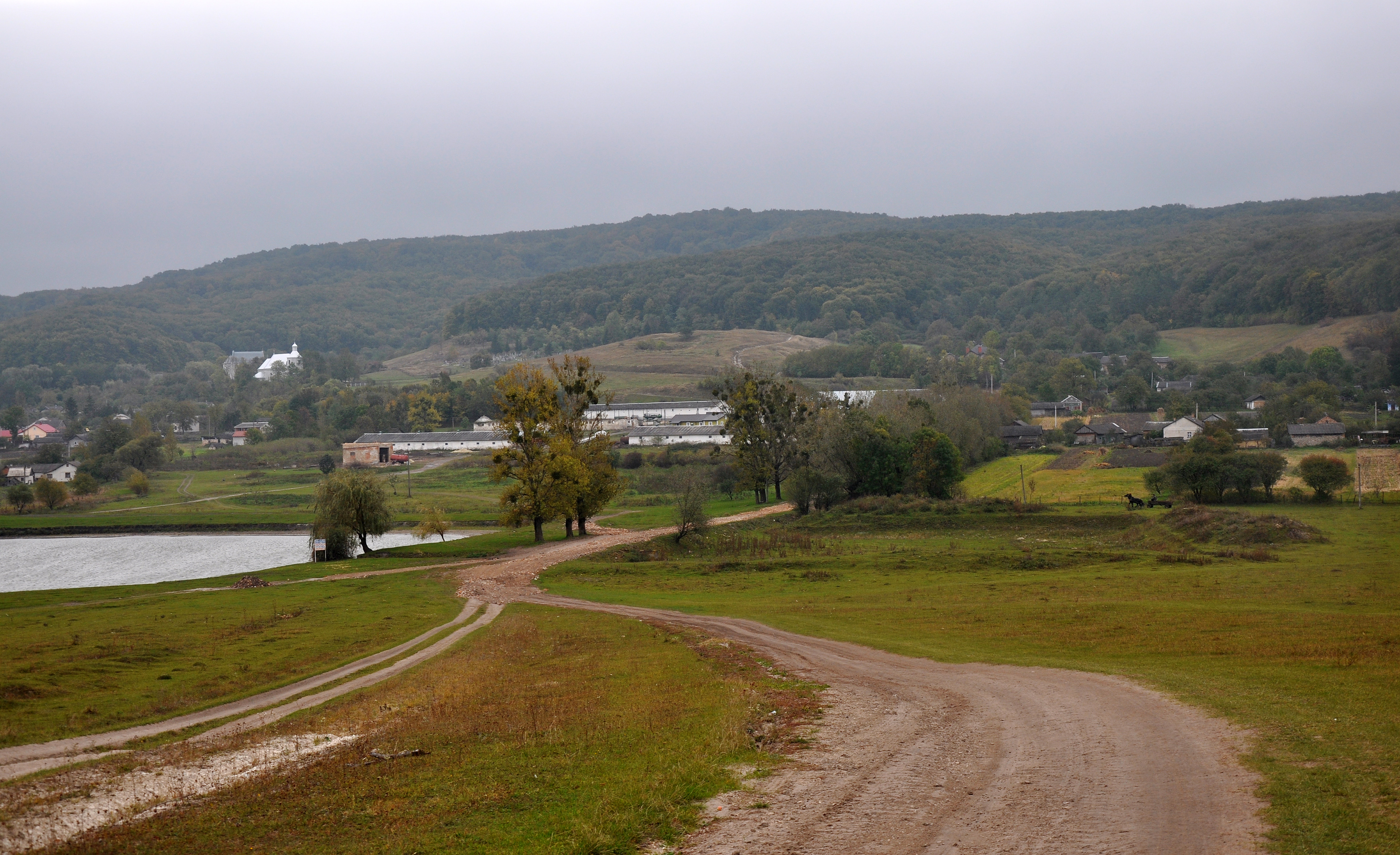
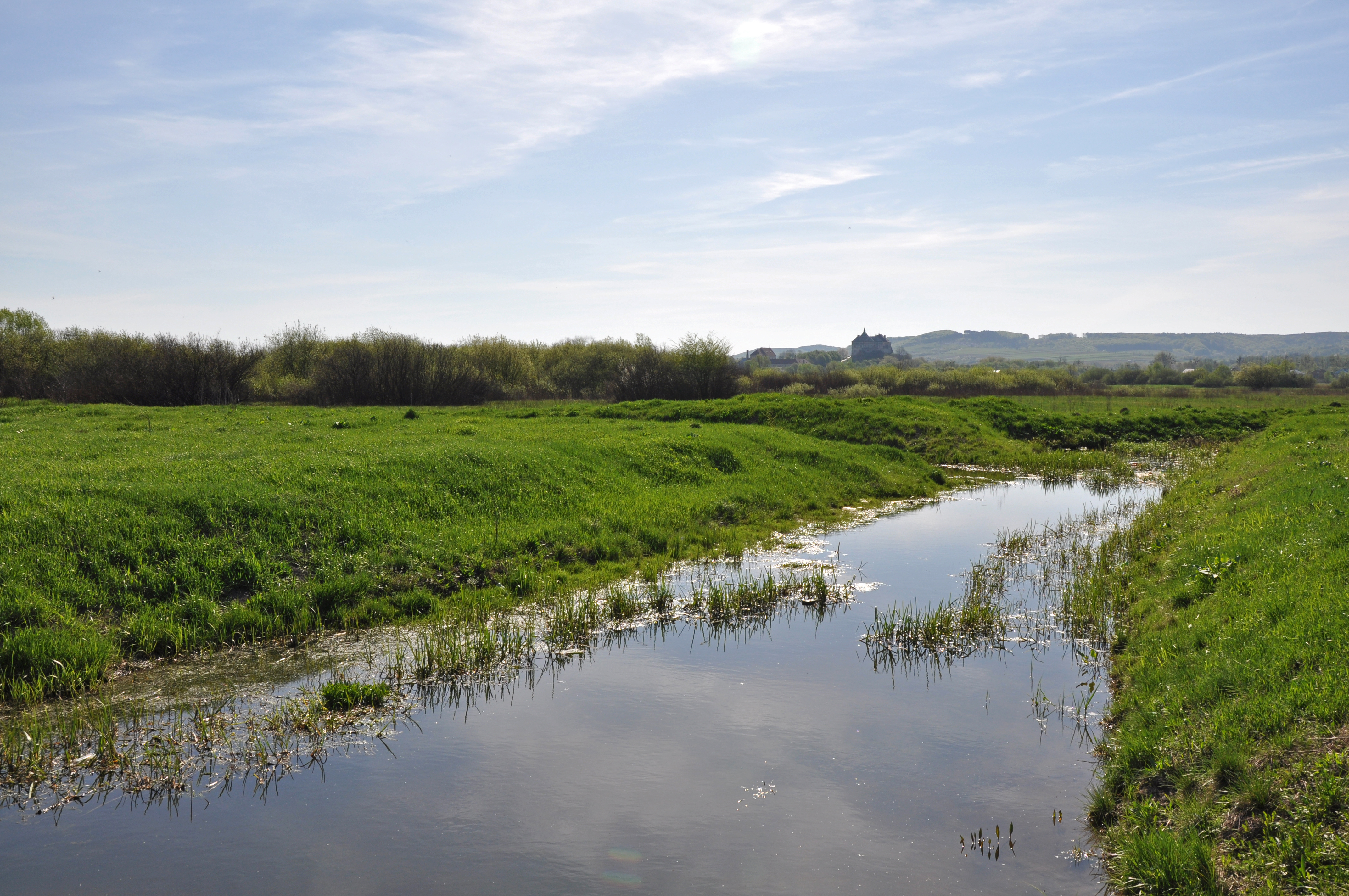
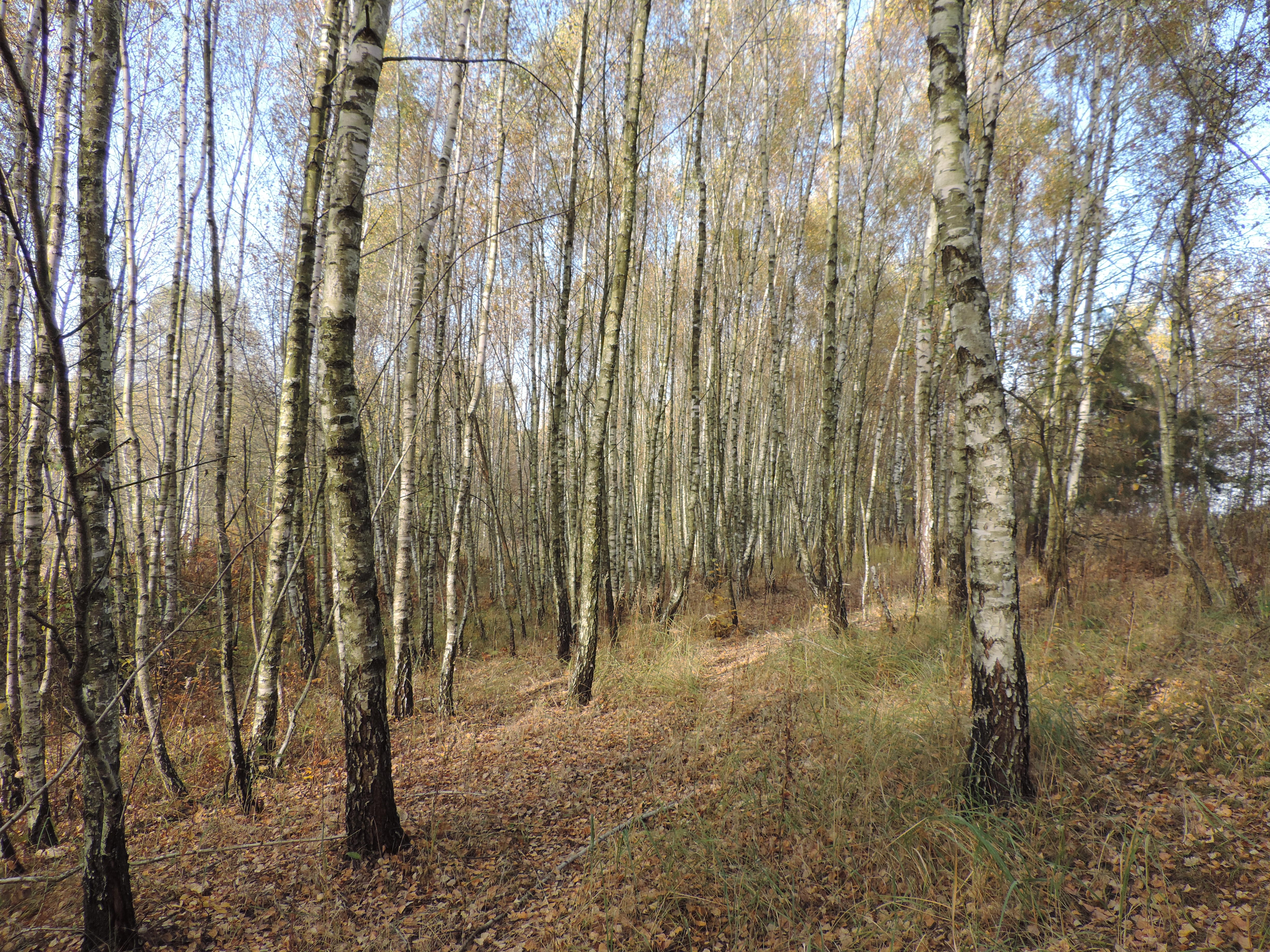